# Estornell carunculat
L'estornell carunculat (Creatophora cinerea) és una espècie d'ocell de la família dels estúrnids (Sturnidae) i única espècie del gènere Creatophora. Habita praderies, sabanes i boscos poc densos d'Àfrica oriental, i Meridional, arribant fins a la Península Aràbiga. El seu estat de conservació es considera de risc mínim.